# Ангул (эпоним)
Ангул — легендарный датский король, сын Хумбли, который, согласно «Деяниям Данов» Саксона Грамматика, был первопредком англов. Его отцом был конунг Хумбли, которого можно отождествить с Хеймдаллем, один из двенадцати детей Одина в Сигтуне и Уппсале в Швеции (???). 

## Описания
«Сыновья Хумбла Дан и Ангуль, от которых ведут своё происхождение даны, были не только родоначальниками нашего народа, но также и его правителями» (1.1.1), - такими словами начинает Саксон Грамматик свой беспримерный труд, - и, «как полагают древние, именно от Дана, словно ручьи от своего истока, в соответствии с принятым у знати порядком наследования, и ведут своё происхождение все наши короли» (1.1.3).
«Из них двоих Ангуль, от которого, как гласит предание, ведёт своё начало народ Англии, - пишет Саксон, - позаботился о том, чтобы дать своё имя стране, в которой он жил прежде; и, таким образом, не прилагая большого труда, увековечил память о себе среди последующих поколений. Позднее его потомки завладели Британнией и прежнее название этого острова заменили на имя своей родины» (1.1.2). 
Имя брата Дана у Саксона приведено в форме, близкой к той, которую Беда Достопочтенный употребляет для обозначения прародины завоевавших Британию англов (Angulus). «Из страны англов, находящейся между провинциями ютов и саксов и называемой Ангулус (Anglus), которая с той поры опустела, вышли восточные англы, средние англы, мерсийцы и весь народ Нортумбрии, то есть те, кто живет к северу от реки Хумбер, а также и другие племена англов».  
А. С. Досаев замечает, что имя Хумбла, отца Дана и Ангуля, в генеалогии правителей готов у Иордана (Гетика, 79) родственно имени Хулмула (Hulmul), приходившегося сыном первому из их предводителей Гапту (Gapt), а также имени предводителя гуннов Хумли в «Саге о Хервёр».   
Л.Я. Штернберг полагал, что в сыновьях Хумбла мы имеем дело с мифологическими близнецами (Кастор и Поллукс, Ромул и Рэм, Хенгист и Хорса и т.д.), культ которых универсален.